# Trångsviken
Trångsviken is een plaats in de gemeente Krokom in het landschap Jämtland en de provincie Jämtlands län in Zweden. De plaats heeft 269 inwoners (2005) en een oppervlakte van 69 hectare. De plaats ligt aan de noordoever van het meer Storsjön. Door het op 40 kilometer van de stad Östersund gelegen Trångsviken loopt de Europese weg 14.